# Alkoven
Alkoven település Ausztriában, Felső-Ausztria tartományban, az Eferdingi járásban. Tengerszint feletti magassága 268 méter, területe 42,58 km².

## Elhelyezkedése
Alkoven Goldwörth, Ottensheim, Wilhering, Kirchberg-Thening, Holzhausen, Buchkirchen, Scharten, Fraham, Pupping és Feldkirchen an der Donau településekkel határos.

## Népesség
| 2016 | 5 808 |
| 2018 | 5 961 |